# Большая секунда (сериал)
«Большая секунда» — российский драмеди-сериал режиссёра Виктора Шамирова с Дмитрием Лысенковым и Евгенией Борзых в главных ролях. Его премьера состоялась 6 августа 2021 года на стриминговом сервисе Start. Сериал получил разнообразные отклики критиков — от положительных до сдержанно-отрицательных.

## Сюжет
Сюжет сериала разворачивается параллельно в двух плоскостях: одна повествует о бывших возлюбленных — сценаристах, работающих над мелодраматическим сценарием; вторая — о вымышленной истории, которую они создают: преподавательница музыкальной школы ради спокойствия своей матери просит коллегу выдать себя за её бойфренда. Обе линии тематически перекликаются, исследуя вопросы любви, доверия, предательства, дружбы и личной ответственности.

## В ролях
- Дмитрий Лысенков — Ростислав Журавлёв, композитор
- Евгения Борзых — Арина, преподаватель музыкальной школы
- Виктор Шамиров — Константин Миронов, сценарист
- Ольга Мотина-Супонева — Кира Виноградова, сценарист
- Людмила Артемьева — Анна Петровна, мама Арины
- Ольга Тумайкина — Татьяна Павловна, директор музыкальной школы
- Елена Махова — Надя, подруга Арины, преподаватель музыкальной школы
- Инесса Боровикова — Нина Валентиновна, преподаватель музыкальной школы

### В эпизодах
- Дарья Семёнова — Настя
- Елена Горина — мама Насти
- Сергей Белоголовцев — Назар, режиссёр
- Михаил Полицеймако — Марик Овчаренко, продюсер
- Кристина Исайкина-Бергер — Жанна, жена Ростислава
- Сергей Фролов — гость у Назара

## Создание и оценки
Идея сериала принадлежит Алексею Троцюку. Режиссёром выступил Виктор Шамиров, а сценарий был написан Ольгой Мотиной-Супоневой. По словам Шамирова, ему было важно передать женский взгляд на взаимоотношения, что стало одной из причин привлечения женщины-сценаристки. Шамиров и Мотина-Супонева также исполнили главные роли. Первоначально центральные персонажи задумывались как более молодые, но из-за пандемийных ограничений на кастинг было принято решение о собственном участии в съёмках. Съёмки проходили летом и осенью 2020 года в Москве и в Серпухове, на территории музыкальной школы. Премьера состоялась 6 августа 2021 года на видеосервисе Start.
Сериал получил широкое, но неоднозначное освещение в прессе. Родион Чемонин (Film.ru) назвал проект универсальным и отметил его привлекательность как для поклонников разговорных драм, так и для сценаристов-новичков. Юрий Михайлин (журнал «Сеанс») отметил точность бытовых деталей, выразительность актёрской игры и отказ Шамирова от театральной стилистики в пользу реалистичности.
С другой стороны, Сергей Ефимов («Комсомольская правда») критиковал драматургию, сочтя взаимоотношения персонажей недостаточно убедительными, а внутреннюю метафору сценаристов и их героев — не до конца раскрытой.

## Награды и номинации
В 2022 году сериал был номинирован на премию журнала «Сноб» «Сделано в России — 2022» в категории «Кино, сериалы, анимация».
Также сериал был номинирован на премию АПКиТ (Ассоциации продюсеров кино и телевидения России):
- 2021 — номинация в категории «Лучший телевизионный сериал (от 5 до 24 серий)»;
- 2022 — номинация в категории «Лучшая режиссура» (Виктор Шамиров);
- 2022 — номинация в категории «Лучший сценарий» (Виктор Шамиров, Ольга Мотина, Алексей Троцюк)[11].